# James Abbott McNeill Whistler
James Abbott McNeill Whistler (Lowell, 10 luglio 1834 – Londra, 17 luglio 1903) è stato un pittore, incisore e litografo statunitense, raramente menzionato come James Whistler.

## Biografia

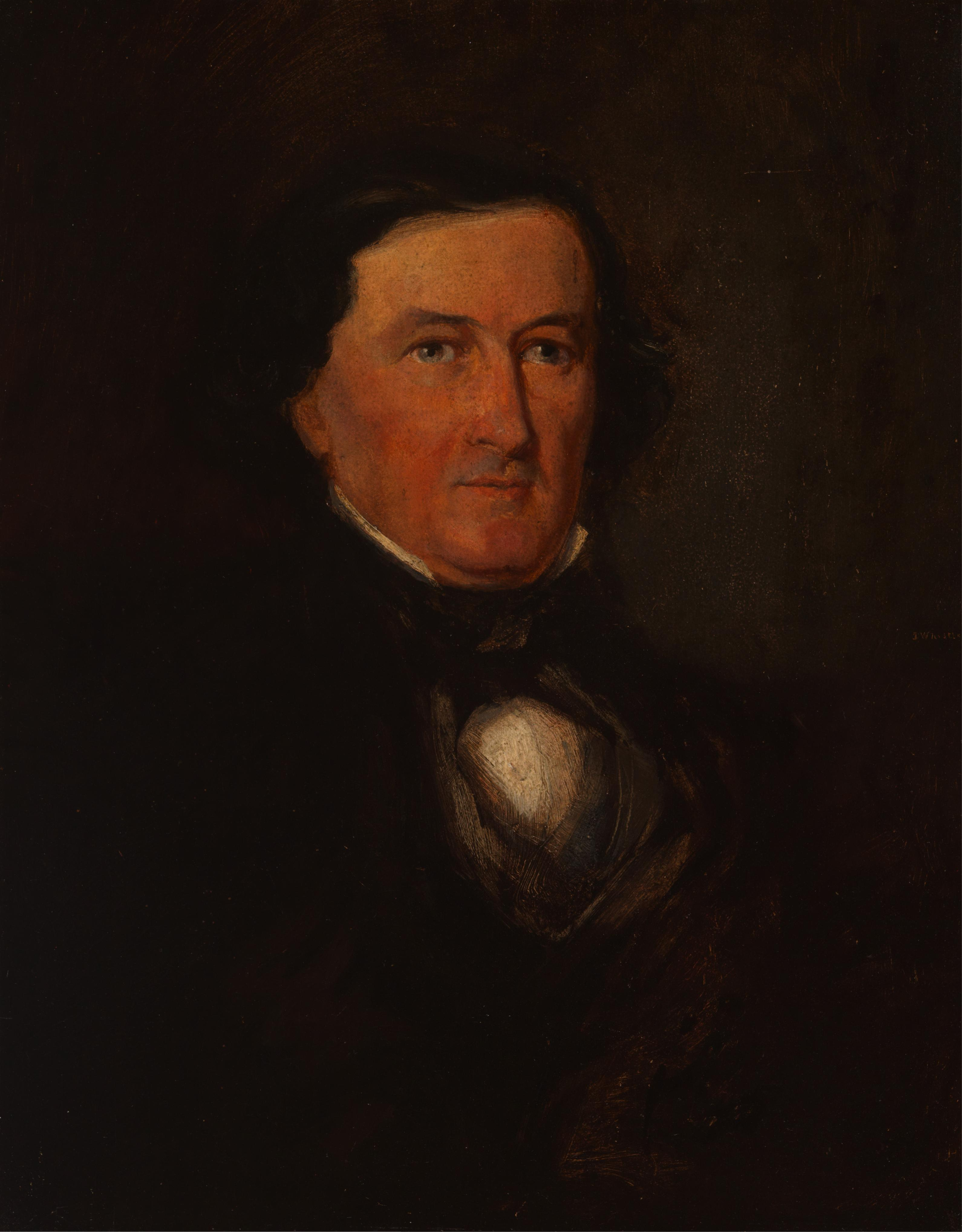
Ritratto del padre, George Washington Whistler di Henry Inman, 1843

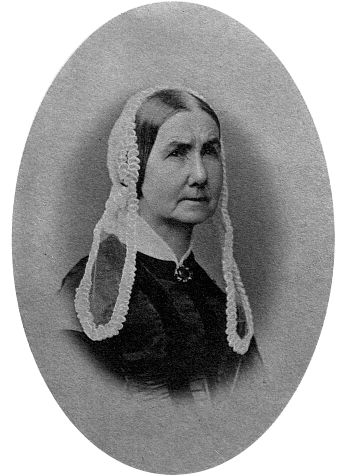
Fotografia della madre di Whistler, Anna Matilda McNeill

### Giovinezza

#### Primissimi anni
James Abbott Whistler nacque il 10 luglio 1834 a Lowell, nel Massachusetts, primogenito di Anna Matilda McNeill e George Washington Whistler. Il padre era un noto ingegnere ferroviario ed ex maggiore dell'esercito americano, sposatosi con Anna in seconde nozze. Il nonno paterno, John Whistler, era anch'esso maggiore dell'esercito come lo fu il padre, nativo irlandese, che servì durante la Rivoluzione Americana sotto il generale John Burgoyne, e si sposò con Anna Bishop, figlio di Sir Edward Bishop, amico del padre. La madre, era invece figlia di Daniel McNeill, uno psicologo, e di Martha Kingsley, figlia di Zephaniah Kingsley Sr., che fu uno dei fondatori dell'Università del New Brunswick, e il di lei fratello, Zephaniah Jr., era un mercante di schiavi e proprietario terriero, sposato con l'africana Ana Madgigine Jai. Anche il fratello minore di James, William, era nell'esercito impiegato come medico.
Il giovane James visse i suoi primi tre anni di vita in una modesta abitazione al n. 234 di Worthen Street, a Lowell, oggi convertita in un ente museale in suo onore. Whistler non fu mai profondamente legato ai suoi luoghi natali, tanto che quaranta anni dopo avrebbe pubblicamente dichiarato di essere nato a San Pietroburgo, in Russia; altre volte avrebbe fissato la propria città di nascita a Baltimora. Egli, tuttavia, era preparato nel caso si fosse scoperto che in realtà era nato a Lowell e gli venissero chieste ulteriori spiegazioni: «Perché sono nato lì? La spiegazione è alquanto semplice: desideravo essere vicino a mia madre».
Fu proprio a San Pietroburgo, in effetti, che Whistler - o Jimmie, per i familiari - trascorse gran parte della sua infanzia. Prima di approdare in Russia, però, il piccolo James girò gli Stati Uniti per via del lavoro di suo padre. Nel 1837 la famiglia si trasferì a Stonington, città dove George Whistler doveva progettare la Stonington Railroad; seppur funestato dalla morte di tre dei suoi bambini, in questo periodo Whistler ebbe la soddisfazione di consacrare pienamente la sua affermazione professionale, divenendo capo ingegnere della Boston & Albany Railroad. In seguito a quest'importante nomina i Whistler si insediarono a Springfield, nel Massachusetts, una delle città statunitensi più prospere e fiorenti.

#### Russia e Regno Unito

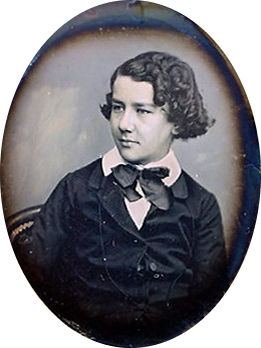
Dagherrotipo raffigurante il piccolo Jimmie nel 1847-1849

L'eco del prestigio professionale di George Whistler giunse anche alla Corona zarista. Nicola I di Russia decise di avvalersi di un ingegno così fervente e nel 1842 chiamò in Russia George Whistler, allettandolo con la commissione di un'importante strada ferrata che collegasse San Pietroburgo a Mosca. George Whistler accettò con entusiasmo e si trasferì a San Pietroburgo nell'agosto del 1842; la famiglia lo seguì l'anno successivo. Qui il giovane James frequentò la scuola locale: egli, tuttavia, diede subito prova del suo carattere sanguigno e insolente, niente affatto disposto a seguire i normali corsi didattici. I genitori scoprirono che l'unica attività che riusciva a calmarlo era il disegno, che in effetti veniva coltivato dal piccolo con sincero piacere.
Nonostante l'assenza di precedenti in famiglia, i coniugi Whistler non si opposero alla passione del figlio e lo posero sotto la guida di un insegnante di disegno privato, per poi farlo iscrivere all'Accademia Imperiale di Belle Arti. Qui James si esercitò in tutte le varie discipline previste dallo studio accademico, e diede prove eccellenti soprattutto nella riproduzione grafica delle anatomie umane. Lo stesso William Allan, artista di successo in visita in Russia per dipingere un quadro a Pietro il Grande, non mancò di avvertire il vibrante talento del giovane e consigliò alla madre: «Vostro figlio denota un'insolita genialità, ma - vi prego - non lo solleciti oltre le sue inclinazioni». Anna McNeill era molto fiera dell'insolito talento del figlio, ma rabbrividiva all'idea che il figlio intraprendesse la carriera del pittore, possibile foriera di rischi e incertezze economiche.
Nel 1847-1848 James si recò con la madre a Londra da alcuni parenti. Qui incontrò il cognato Francis Haden, un fisico che aveva anche un gusto contagioso per l'arte e per la fotografia. Haden accompagnò James a visitare musei e collezioni d'arte, oltre a insegnargli la tecnica dell'acquerello, valorizzando in giusto modo la precoce vocazione artistica del giovane parente.
James Abbott McNeill Whistler, ormai divenuto quindicenne, sognava con fervore di diventare un pittore: in una lettera al padre del 1849 scrisse «spero vivamente che non osteggerai la mia scelta», precisandogli i suoi futuri orientamenti professionali. L'opinione del padre circa le volontà del figlio non è nota, poiché George Whistler morì proprio quell'anno per colera a quarantanove anni d'età. Le incertezze economiche che scaturirono da questo lutto improvviso furono considerevoli, e James fu costretto a lasciare l'Europa alla volta del paese nativo della madre, Pomfret, nel Connecticut. Fu un periodo assai buio per il giovane Whistler, oppresso da un presente difficile e da un futuro incerto. Senza i proventi economici ricavati dal lavoro di George Whistler, la vedova e il figlio dovettero fortemente ridimensionare il loro stile di vita. Nonostante i pressanti problemi economici, tuttavia, Whistler non abiurò mai dai suoi propositi di diventare pittore.

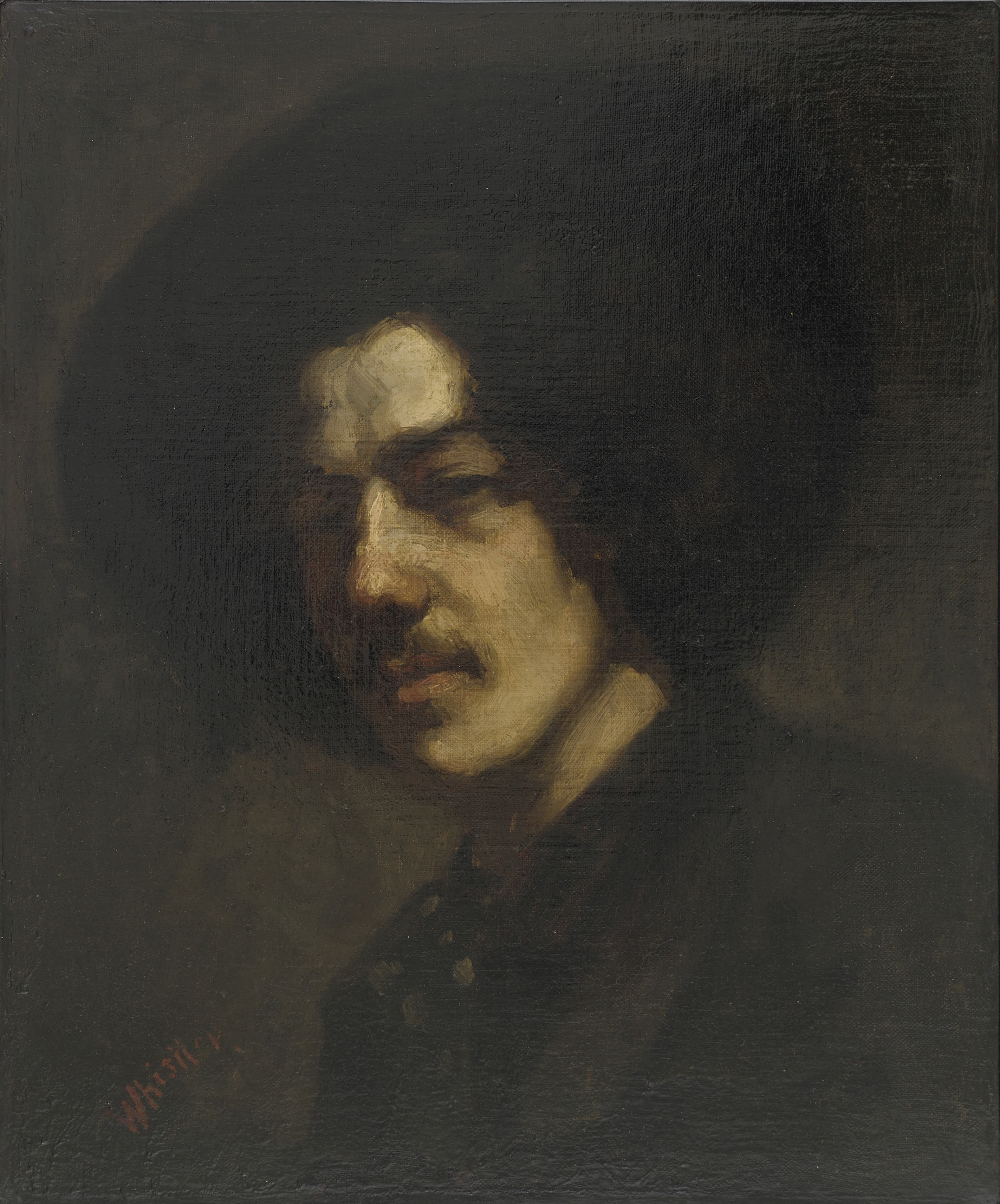
James Abbott McNeill Whistler, Autoritratto con cappello (1858); olio su tela, 46,3×38,1 cm, Freer Gallery of Art, Washington, D.C.

#### Anni bui
Per far fronte alle difficoltà generate dal tracollo economico della famiglia, la madre di Whistler frustrò le velleità pittoriche del figlio e lo obbligò a intraprendere la carriera ecclesiastica. Whistler non era affatto interessato alla teologia e nella Christ Church Hall School non divenne noto per i voti brillanti, bensì per le sferzanti caricature con cui bersagliava i compagni di classe. Ben presto anche la madre recepì le ostilità nutrite dal figlio verso la religione, e nel luglio 1851 lo mise a studiare all'Accademia militare di West Point, individuandovi un modo per omaggiare il mestiere del suocero, anch'egli soldato, e per abituarlo all'osservanza di una disciplina rigorosa.
Ammesso all'Accademia nel luglio 1851 solo in virtù del prestigio della famiglia - Whistler aveva una costituzione abbastanza fragile ed era miope - Whistler vi rimase tre anni: anche questa volta i propositi materni si risolsero in un eclatante fallimento. Whistler non fece che inanellare secche bocciature e non era affatto disposto ad assoggettarsi alle rigorose norme che disciplinavano la vita militare del West Point: basti pensare che tra i camerati era noto come Curly ("Riccioluto"), in riferimento al suo taglio di capelli, e non si radeva regolarmente la barba, comportamenti certamente difformi dalla norma prescritte dal sistema disciplinare. Le infrazioni che commetteva non si fermavano all'aspetto fisico: le fonti riportano che Whistler fu sgridato perché non si lucidava frequentemente le scarpe, durante la marcia oscillava troppo le braccia, parlava in momenti inopportuni, eccetera. Nonostante la reiterata irrogazione delle sanzioni educative previste dal colonnello Robert E. Lee, sovrintendente dell'Accademia, Whistler non dimostrò apprezzabili e concreti cambiamenti nel comportamento e alla fine fu espulso. La bocciatura del Whistler fu disposta in seguito a un esame nel quale gli venne richiesta la definizione del silicio: Whistler, non avendo studiato, non sapeva si trattasse di una sostanza solida e disse che era un gas; in seguito Whistler dichiarò che «Se il silicio fosse stato un gas, un giorno sarei diventato militare!».
I tre anni trascorsi a West Point, tuttavia, non gli furono completamente inutili. Grazie agli insegnamenti del professor Robert W. Weir, Whistler sviluppò una certa perizia tecnica nella produzione di cartografie: egli sfruttò abilmente questa sua abilità e si impiegò come disegnatore cartografico, lavorando alla ricognizione delle coste americane. Neanche questo lavoro, tuttavia, lo attraeva, tanto che quasi sempre si rifiutò di eseguire le mansioni che gli venivano assegnate. In questo periodo Whistler spese il proprio tempo bighellonando e giocando a biliardo, consumando il patrimonio di famiglia residuo; le donne non lo apprezzavano particolarmente, nonostante gli venisse riconosciuto un certo fascino. Oppresso dal peso dell'inettitudine e dal grigiore di questo stile di vita, Whistler si ricordò delle sue velleità pittoriche e decise di consacrare definitivamente la sua vita all'arte. Approfondì la tecnica dell'acquaforte e si trasferì a Baltimora da un amico benestante, Tom Winans, che gli fornì perfino un rudimentale atelier e del denaro. Dopo aver acquisito dimestichezza con gli attrezzi di lavoro e una certa fiducia nelle proprie potenzialità, Whistler prese la coraggiosa decisione di recarsi a Parigi per dare un impulso decisivo alla sua formazione pittorica. Partì nel 1855: non sarebbe mai più ritornato negli Stati Uniti.

### Maturità pittorica

James Abbott McNeill Whistler, Arrangiamento in grigio e nero, ritratto n. 1 (1871); olio su tela, 144,3×162,4 cm, Museo d'Orsay, Parigi.

#### L'astro del Vecchio Continente
Whistler si buttò con gioia nella vita mondana parigina e, dopo aver allestito uno studio nel Quartiere Latino, assunse subito i modi e gli atteggiamenti carismatici e combattivi di un artista bohèmienne. Gli anni bui americani furono subito alle sue spalle: a Parigi il giovane Whistler si cimentò negli svaghi e nelle frequentazioni concesse da una grande metropoli, fidanzandosi in poco tempo con Héloise, un'avvenente francese che lavorava come sarta, e bazzicando assiduamente nei café parigini; al contempo Whistler coltivò la sua formazione pittorica sotto la guida di Charles Gleyre, discepolo del linearismo di Ingres, che esercitava grande influsso come insegnante.
Autodidatta entusiasta, Whistler alternò alle lezioni di Gleyre lunghe visite al Museo del Louvre, i cui capolavori dei maestri del passato ebbero influenza sulle opere di Whistler; ad esempio, gli stilemi di Rembrandt furono imitati dal pittore nel suo Autoritratto con cappello. Importantissimo fu l'incontro con Henri Fantin-Latour, pittore conosciuto al Louvre: costui introdusse Whistler nel gruppo realista che si riuniva nella birreria Hautefeuille intorno a Gustave Courbet, di cui fu un appassionato allievo. Questi vivaci incontri erano frequentati anche da altri artisti e critici, come Carolus-Duran, Alphonse Legros, Édouard Manet, Théophile Gautier e Charles Baudelaire, i quali lasceranno un'impronta profonda nella fantasia del giovane James.
Pur coltivando il disegno già da ragazzino, dunque, Whistler giunse a una piena maturità pittorica solo con il soggiorno parigino. Fu infatti in Francia che egli iniziò finalmente a produrre opere d'arte notevoli. Tra i suoi primi cimenti più significativi possono essere annoverati La Mere Gerard (1858) e Al piano (1859). Nel frattempo, mosso da un'irrefrenabile irrequietudine, Whistler si stabilì momentaneamente a Londra, decantandone il patrimonio naturalistico in opere come Vedute del Tamigi o Il Tamigi ghiacciato. L'espressività di Whistler, tuttavia, raggiunse la sua acme espressiva solo dal 1861, anno in cui tornò a Parigi e realizzò la Sinfonia in bianco, n. 1: la ragazza bianca, quadro esposto poi due anni dopo nel corso del Salon des Refusés. I critici si divisero in due: alcuni ne apprezzarono il candore della tavolozza, mentre altri non esitarono a esprimere il proprio scontento per una tale presa di distanze dalla pittura tradizionale. Allo stesso Salon des Refusés, tuttavia, era esposto anche Colazione sull'erba di Édouard Manet, un'opera la cui spregiudicatezza era così gridata da distrarre i critici più feroci, che ignorarono la Sinfonia in bianco whistleriana, consentendo al pittore di non ricevere critiche negative e di consolidare positivamente la sua fama.

#### Whistler contro Ruskin

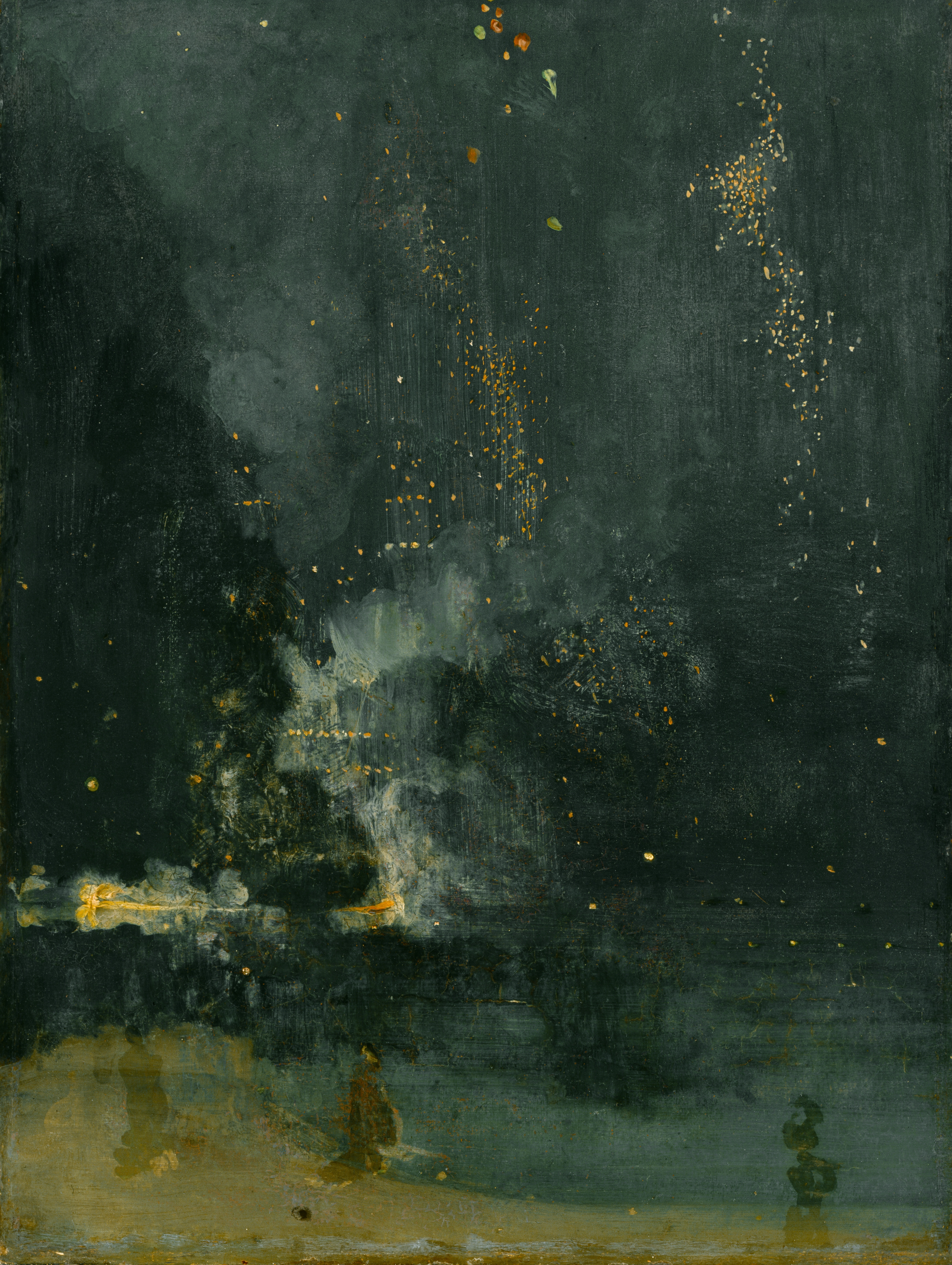
James Abbott McNeill Whistler, Notturno in nero e oro - Il razzo cadente (1872–1877); olio su tela, 60,3×46,6 cm, Detroit Institute of Arts, Detroit.

L'eco della notorietà di Whistler giunse anche a Londra, dove ormai si era stabilito definitivamente, anche se mantenne sempre i contatti con la Francia, dove ritornò infatti numerose volte per lunghi soggiorni estivi, specie in Bretagna e lungo le coste della Manica. Con l'aumentare degli estimatori, si moltiplicarono anche gli avversari alla sua pittura: Whistler, d'altronde, si compiacque sia della condanna dei critici sia della fama che, in seguito all'esecuzione di opere come l'Arrangiamento in grigio e nero, ritratto n. 1, si era ormai definitivamente consolidata. Whistler, dal suo canto, era finalmente giunto a una piena maturità pittorica, dimostrata soprattutto in ritratti e vedute dagli allusivi titoli musicali. Whistler fu tuttavia contrastato dai critici, il più virulento e ostile dei quali fu John Ruskin, che nel Fors clavigera del 2 luglio 1877 arrivò a paragonare il Notturno in nero e oro - Il razzo cadente, a una secchiata di colore gettata aggressivamente in faccia al pubblico:
(John Ruskin)
Whistler sporse immediatamente querela al Ruskin per diffamazione, oltraggiato dal danno che la sua reputazione poteva potenzialmente subire in seguito a un giudizio così maligno: al tempo Ruskin «occupava come critico d'arte forse la posizione più alta in Europa e in America», e bastava anche una sua sola critica, seppur lieve, per gettare un pittore sul lastrico. Dal critico Whistler pretese mille sterline di indennizzo più il risarcimento delle spese processuali.
L'iter probatorio fu alla fine abbastanza tortuoso per entrambi, anche se la causa fu vinta da Whistler: quest'ultimo, infatti, mise in scena una vera e propria querelle entre les anciens et le modernes alimentata da un sottile duello verbale, sollevando così problematiche che diverranno cruciali per le esperienze estetiche novecentesche, come ad esempio il contrasto tra la mentalità chiusa dei critici e quella del singolo artista. Ruskin, uno dei critici d'arte più affermati dell'era vittoriana, fu così costretto a ritirarsi: Whistler, dal canto suo, dovette anch'egli contribuire alle spese processuali, sicché vinse sul piano strettamente giudiziario, ma fu vinto sotto il profilo economico (gli venne infatti rimborsata la mera cifra simbolica di uno scellino). Testimonianza del processo è il libello Whistler contro Ruskin: arte e critici d'arte. Il baronetto e la farfalla, pubblicato nel 1879, un anno dopo la ratifica del processo.

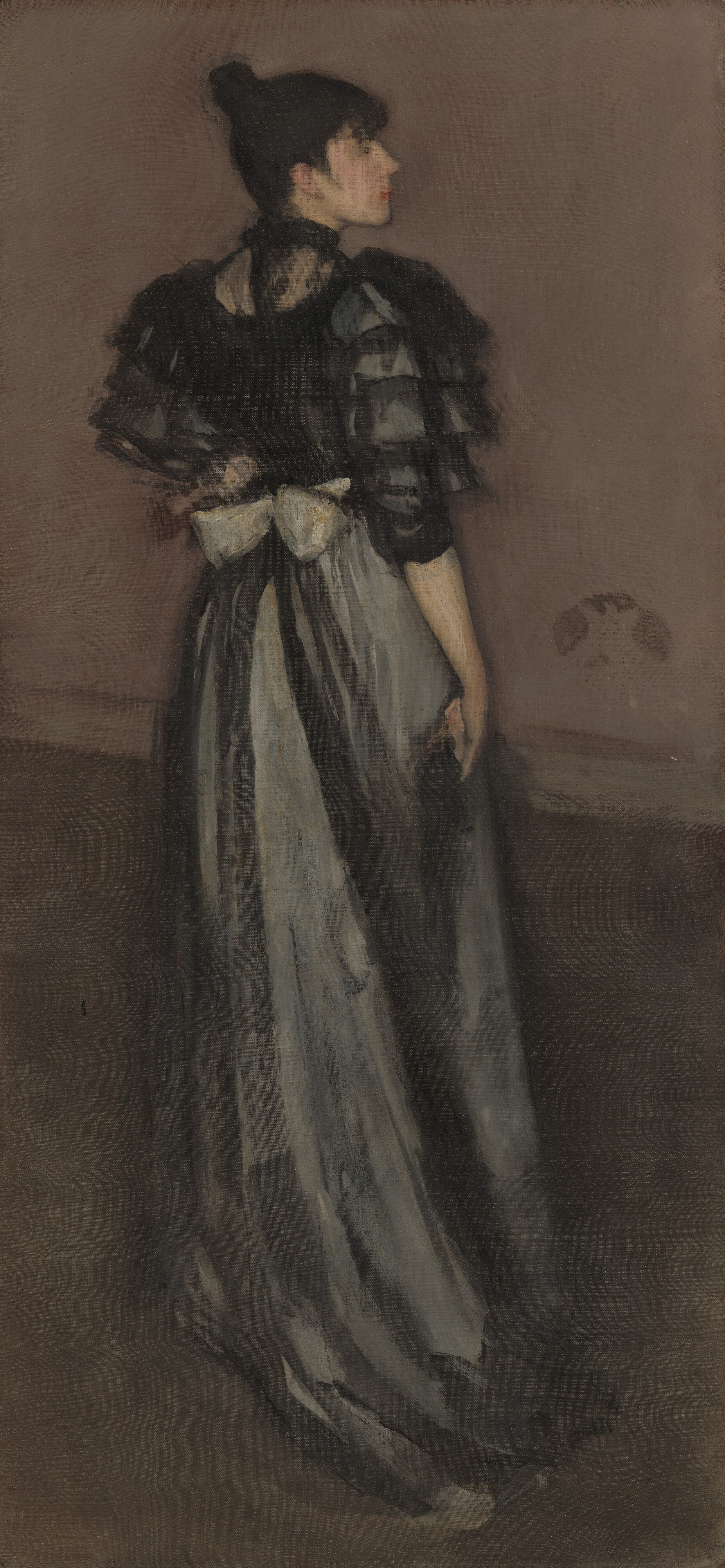
James Abbott McNeill Whistler, Madreperla e argento: l'Andalusa (1888(?)–1900); olio su tela, 191,5×75,4 cm, National Gallery of Art

### Ultimi anni

#### A Venezia
Per risollevare la propria situazione economica, gravata dalle spese sostenute per pagare il processo contro Ruskin, Whistler decise di recarsi a Venezia, dove sarebbe stato generosamente spesato e impegnato nell'esecuzione di dodici incisioni. La nostalgia verso Londra era grande, ma Whistler preferì non lasciarsene schiacciare e partecipò assiduamente ai ritrovi e ai festini più estrosi: le gentildonne veneziane reclamavano rumorosamente la sua presenza e si facevano incantare dai suoi aforismi estemporanei, come ad esempio «L'unica virtù veramente positiva di un artista è l'indolenza, eppure così pochi sono abili a coglierla».
Con il soggiorno veneziano Whistler toccò nuovi apici creativi. In una lettera a un amico, Whistler asserì: «Ho imparato a conoscere una Venezia nella Venezia che sembra essere completamente ignorata dagli altri, e che - se la interiorizzo come mi sono prefissato - mi compenserà tutti i vari ritardi, fastidi e crucci spirituali». Fu in questo modo che il soggiorno italiano, dai tre mesi inizialmente concepiti, finì per durarne quattordici: a Venezia Whistler lavorò instancabilmente e fu molto produttivo, realizzando più di cinquanta incisioni, numerosi dipinti, alcuni acquerelli, e un centinaio di pastelli raffiguranti il ricchissimo patrimonio artistico di Venezia. Whistler, inoltre, non mancò di diventare un vero e proprio punto di riferimento per la colonia di artisti americani residente in laguna, stringendo amicizia con Frank Duveneck e Robert Frederick Blum: quest'ultimi, una volta tornati in America, avrebbero contribuito in modo significativo a propagandare la fama artistica di Whistler.
Una volta giunti a Londra i pastelli veneziani di Whistler ebbero un immediato successo di vendite; Whistler dichiarò: «Pensavo che fossero decisamente più validi. Stanno vendendo!». I proventi generati dai pastelli non furono sufficienti a risolvere i problemi economici di Whistler, ma il pittore non se ne curò molto, rincuorato dal caloroso supporto, dalla stima e dagli apprezzamenti da parte dei molti giovani che lo pregarono di farli diventare suoi allievi. Fu in questo periodo che si consolidò definitivamente il mito di Whistler, personaggio noto non solo per le sue abilità pittoriche, ma anche per i suoi compiacimenti estetizzanti, per il provocante egotismo e per le sue battute ironiche e argute: atteggiamenti che rispecchiavano la sensibilità decadente del tempo, e che per questo furono apprezzati anche da intellettuali come Oscar Wilde, per cui Whistler era uno dei «maestri della pittura più grandiosi e autentici». Il giudizio di Wilde, che soddisfò enormemente Whistler, contribuì a far crescere la notorietà del pittore.

#### Fine della vita
Questo periodo di felicità personale fu improvvisamente interrotto dalla morte della madre di Whistler, scomparsa nel gennaio 1881 (in sua memoria il pittore adottò ufficialmente «McNeill» come cognome intermedio), e da un'aspra disputa con Oscar Wilde, con un conseguente deterioramento dei loro rapporti. La carriera professionale invece migliorò ancora, e nel 1884 Whistler fu eletto membro della Royal Society of British Artists, per poi esserne presidente negli anni 1886-1888.
Whistler, inoltre, non trascurò affatto i piaceri carnali, e dopo una tumultuosa relazione con l'artista Maud Franklin si legò sentimentalmente con Beatrice "Trixie" Godwin. L'infatuazione, a differenza di quanto accadde con Maud, non si spense e i due convolarono a nozze l'11 agosto 1888. Con Trixie al proprio fianco Whistler ritrovò le proprie energie creative e si cimentò nella fotografia a colori e nella litografia: molto allietante, inoltre, fu l'annuncio che uno dei suoi capolavori giovanili, Arrangiamento in grigio e nero, ritratto n. 1, fu acquistato dal governo francese per la notevole cifra di quattromila franchi.
Sconcertato dall'indifferenza della critica inglese nei suoi confronti e dai velenosi insulti di un artista americano all'Hogarth Club di Londra (il pittore, profondamente offeso, lo riempì di schiaffi e calci), Whistler pensò che Londra avesse ormai perso ogni appeal per lui e decise di trasferirsi nuovamente a Parigi. Benevolmente accolto dalla crème del mondo artistico e letterario francese - fra i suoi estimatori vi erano Monet, Auguste Rodin, Henri de Toulouse-Lautrec e Stéphane Mallarmé - Whistler vide purtroppo la sua creatività dissiparsi: le opere realizzate in questi anni furono ben poche, anche a causa del tracollo fisico e della scomparsa dell'amata Trixie, stroncata da un cancro maligno. Ben presto Whistler seguì la moglie nella tomba: il pittore morì a Londra il 17 luglio 1903 e venne sepolto nel vecchio cimitero di Chiswick, nel distretto ovest, adiacente alla chiesa di San Nicola.

## Stile
L'arte di Whistler si pone come punto di incontro di esperienze artistiche assai eterogenee, in primo luogo i dipinti di Rembrandt, Velázquez, le stampe giapponesi e l'antica statuaria ellenica. Whistler, d'altronde, è stato un artista notevolmente prolifico che ha esplorato varie possibilità nel campo delle tecniche artistiche, producendo non solo cinquecento dipinti, ma anche pastelli, incisioni, acquerelli, disegni e litografie. L'artista figurerebbe inoltre fra le principali figure del cosiddetto tonalismo americano di fine Ottocento.

### Whistler e l'Estetismo

James Abbott McNeill Whistler, Sinfonia in bianco, ritratto n. 1 (1862); olio su tela, 214,6×108 cm, National Gallery of Art

La formulazione teorica dell'arte di Whistler viene fornita dall'Estetismo, propriamente un «atteggiamento del gusto e del pensiero che, in quanto pone i valori estetici al vertice della vita spirituale, considera la vita stessa come ricerca e culto del bello, come creazione artistica dell'individuo» (Treccani). Ne consegue il celebre motto «l'arte per l'arte», secondo cui l'arte non ha altro fine che sé stessa, senza assoggettarsi a intenti morali o sociali, educativi o utilitaristici e, complessivamente, a tutte quelle preoccupazioni che ostacolerebbero l'artista nel raggiungere il fine primo e ultimo del «bello». Si tratta di una concezione artistica che, se al giorno d'oggi può sembrare quasi scontata, durante l'epoca vittoriana fu totalmente rivoluzionaria: mai, nell'Inghilterra ottocentesca, un artista aveva osato tenere le proprie opere d'arte al di fuori di ogni preoccupazione di carattere morale.
Testimonianze di questo apostolato estetico di Whistler ci vengono fornite dal libretto The Gentle Art of Making Enemies [L'arte gentile di farsi dei nemici] e dalla conferenza Ten O' Clock. In The Gentle Art of Making Enemies Whistler afferma che un prodotto artistico deve apparire come il fiore del pittore, «perfect in its bud as in its bloom - with no reason to explain its presence», indipendente e autonomo da tutto quel «clap-trap» del «subject-matter». Un dipinto, asserisce Whistler, ha l'unico scopo di essere una fonte di delizia, evocando piaceri sensuali di natura visiva e talvolta uditiva, senza preoccuparsi di quelle emozioni del tutto estranee alle sue finalità autentiche come «devotion, pity, love, patriotism, and the like». Nella conferenza Ten O' Clock Whistler ribadisce analogamente che la creazione artistica deve essere affrancata da intenti narrativi o morali e che deve egoisticamente aspirare solo al raggiungimento del massimo grado di raffinatezza e di perfezione, sino ad assoggettare a sé anche la Natura, degradandola al mero ruolo di ancella. La Natura, a giudizio di Whistler, «is very rarely right» e con la stucchevole monotonia delle sue creature ha assolutamente esaurito la pazienza degli esteti, le cui creazioni sono così febbrilmente prodigiose da svelare immediatamente la fallacia insita in «what is called Nature». Sempre in Ten O' Clock Whistler ricorre all'eloquente esempio degli dei olimpici che, stupefatti, osservano come la Venere di Milo sia infinitamente più bella della loro mitica regina, la dea Era.
L'approccio whistleriano all'arte, tuttavia, si fonda su alcune coordinate teoriche che non sono affatto una sua creazione originale, ma che invece riecheggiano idee già da tempo diffuse in Francia e condivise da intellettuali come Baudelaire, Flaubert, Mallarmé, Gautier. A conclusioni analoghe a quelle di Whistler, infatti, sarebbero giunti anche Joris-Karl Huysmans in A ritroso, opera letteraria dove la Natura viene paragonata a «una gretteria da bottegaia» o, ancora più eloquentemente, a un'«eterna rimbambita», e Oscar Wilde nel Ritratto di Dorian Gray. In quest'ultima opera, infatti, Wilde sembra quasi voler dare vita letteraria agli atteggiamenti estetizzanti di Whistler e bandisce l'utile, il vero e l'interessante dalle finalità dell'opera d'arte, la quale secondo l'opinione dell'autore deve essere infatti apprezzata in termini puramente estetici.

### Tra Impressionismo e Simbolismo
Fu da Frederick Leyland, tuttavia, che Whistler imparò le lezioni più profonde ed esaurienti. Dal Leyland, un pianista con un gusto contagioso per la musica di Chopin, Whistler derivò l'idea di evocare le sottili corrispondenze interiori tra l'arte e la musica. L'arte whistleriana, in effetti, è densa di suggestioni sonore e, proprio come la musica, richiama luoghi e atmosfere e aiuta a sognare e a immaginare. Questa contaminazione interdisciplinare nell'arte di Whistler trova un'espressione tangibile negli stessi titoli dei suoi dipinti, i quali non presentano titolazioni didascaliche che ne spiegano il contenuto all'osservatore, bensì eloquenti diciture musicali come «notturno», «sinfonia», «armonia», «studio» o «arrangiamento». 
(Whistler in una lettera indirizzata a Frederick Leyland)

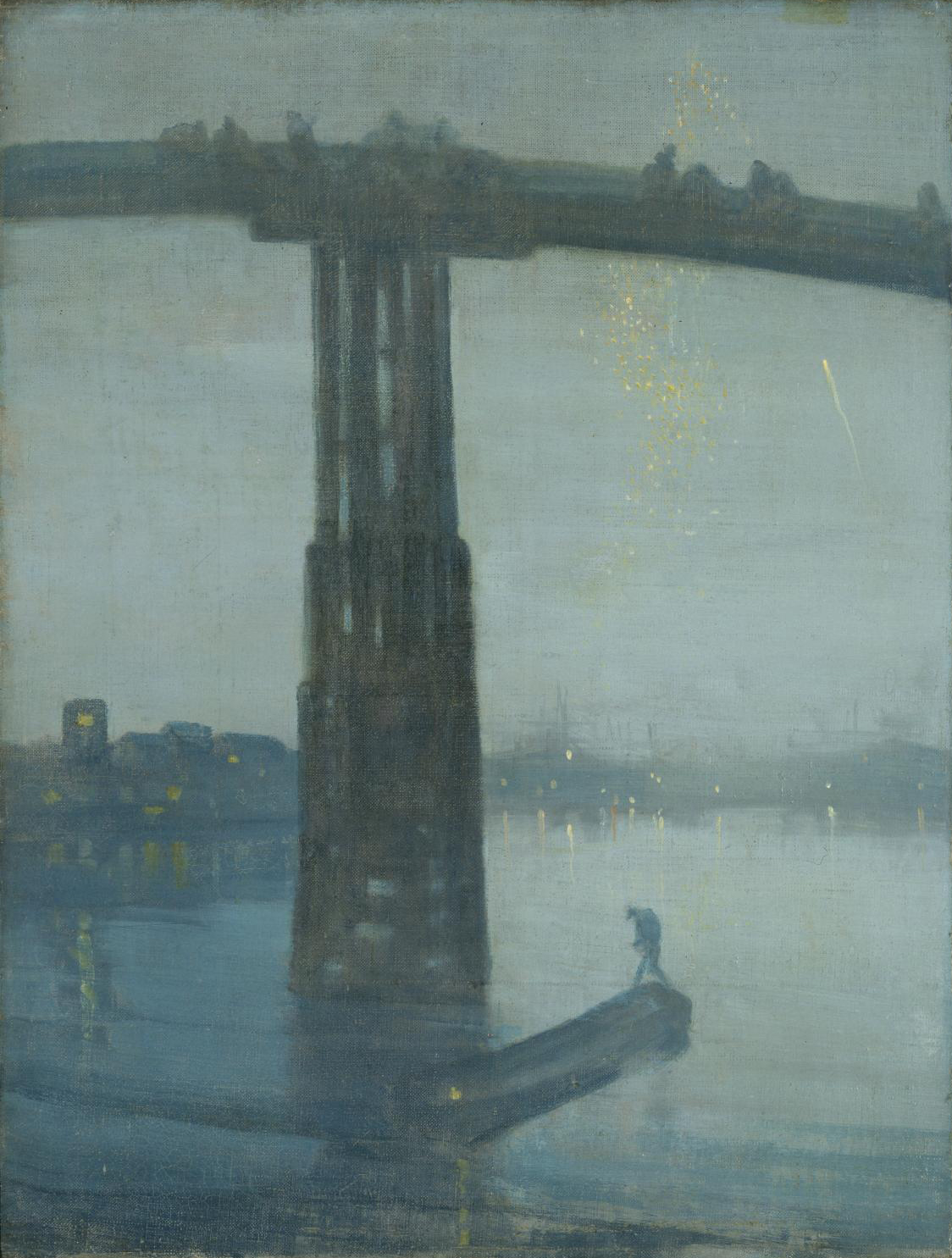
James Abbott McNeill Whistler, Notturno in blu e oro: il vecchio ponte di Battersea (1872); olio su tela, 66,6×50,2 cm, Tate Gallery, Londra

Partendo da queste premesse Whistler informò un orientamento estetico che presenta decise analogie non solo con l'Impressionismo, ma anche con il Simbolismo. Così come gli Impressionisti Whistler riteneva che i nostri occhi, pur registrando inizialmente ogni particolare sul quale si sofferma, alla fine tralasciano il superfluo e colgono la realtà nella sua sostanza, nella sua «impressione più pura». Per usare le parole dello storico dell'arte Avis Berman, Whistler «sapeva che noi non notiamo ciascun capello di una persona, o magari ogni foglia di un albero» e perciò era solito operare questo processo di sintesi figurativa che, in principio, non fece che attirare vituperi. Erano molti, infatti, i critici d'arte che consideravano le opere di Whistler incomplete, poco più che impressioni, appunto, rapportandosi in maniera superficiale alla sua maniera, che si potrebbe dire suggestiva più che descrittiva: Whistler, tuttavia, riuscì a scavalcare queste frizioni inscenando sapienti escogitazioni pubblicitarie, spesso condite con la sua proverbiale ironia. Celebre lo scambio di battute che coinvolse un ritrattato che, vedendo il ritratto che Whistler gli aveva licenziato, borbottò sprezzante: «Considerate forse questo un buon prodotto artistico?». Whistler, con rara e ironica eleganza, gli avrebbe risposto: «Voi vi considerate forse un buon prodotto della natura?».
Ciò che conta nei dipinti di Whistler, dunque, non è tanto la referenzialità utilizzata per descrivere il mondo esteriore, bensì la reinterpretazione personale che l'artista ne fornisce. Ecco, allora, che teorizzando la superiorità degli aspetti percettivi ed emotivi sulle nozioni Whistler arriva a privilegiare «una nuova visione che comprende non solo l'effimero, il fugace, il contingente, ma anche un sottofondo di indicibilità, come elemento costitutivo del nostro rapporto con il mondo e con la vita» (Alberto Panza). In ragione di questo orientamento figurativo nei dipinti di Whistler le forme e i colori sono disposti secondo accostamenti imprevisti, rivelando immagini e sensazioni evanescenti, allusive, profondamente evocative, decisamente vicine alla poetica simbolista. Alla base del pensiero dei Simbolisti vi era infatti il concetto che, dietro l'ingannevole trama delle apparenze, esiste una seconda realtà, più autentica, profonda e misteriosa, che è compito dell'artista «s-coprire». Secondo la concezione simbolista, infatti, gli artisti, per mezzo di allusioni simboliche e di folgorazioni improvvise, erano in grado di individuare le corrispondenze e le sinestesie esistenti tra i colori, i suoni e le altre aree sensoriali, «atte a superare i tradizionali confini dei linguaggi artistici per affondare nel carattere eternamente aurorale dell’atto creativo» (Barbara Meletto). Appare dunque evidente come l'impostazione simbolista sia perfettamente analoga alla missione pittorica svolta da Whistler nei suoi tableaux sonores.
Sul piano artistico questo orientamento teorico si traduce anche nell'utilizzo di impianti compositivi assai semplici, accordati su preziosi effetti luministici e su accordi di poche note cromatiche, da realizzare senza il ricorso a tecniche eccessivamente laboriose o stravaganti, ma con una particolare attenzione verso le armonie del risultato complessivo. Whistler, infatti, riteneva che un dipinto non debba assolutamente denotare l'elaborazione, eventualmente travagliata, di cui è stato frutto, ma deve sembrare «effortless», quasi come se i vari colori e le varie linee si fossero disposte sulla superficie pittorica autonomamente, nel pieno rispetto dell'armonia globale del prodotto finale, il quale risulterà avvolto in un'aura di grazia e mistero. «Un dipinto si può dire concluso se e solo se ogni traccia dei mezzi utilizzati per la sua gestazione è definitivamente scomparsa»: era questo il suggerimento che Whistler rivolgeva ai suoi discepoli. Né meno influente furono le contaminazioni accademiche contratte durante l'alunnato con Gleyre, dal quale derivò l'abitudine di dipingere dalla memoria (egli, in effetti, non si convertì mai ai plein air) così da intensificare la quantità di energia presente nell'opera.

## Opere
Di seguito si riportano i dipinti di James Abbott McNeill Whistler per i quali è disponibile una trattazione specifica su Wikipedia:
- Arrangiamento in grigio e nero, ritratto n. 1;
- Notturno in blu e oro - Il vecchio ponte di Battersea;
- Notturno in nero e oro - Il razzo cadente;
- Sinfonia in bianco, ritratto n. 1;
- Sinfonia in bianco, ritratto n. 2;
- Rosa e argento: la principessa del paese della porcellana.